# 섀도우 헌터스의 등장인물 목록
다음은 카산드라 클레어의 섀도우 헌터스의 등장인물 목록이다.

## 클레이브

### 네피림(섀도우 헌터)

#### 영사
- 맬러카이 듀도네
- 지아 펜할로우

#### 심문관
- 이모젠 헤런데일
- 앨더트리
- 로버트 라이트우드

#### 섀도우 헌터 가족

##### 모겐스턴 가
- 발렌타인 모겐스턴
- 조슬린 모겐스턴
- 조나단 모겐스턴
- 클라리사 모겐스턴

##### 라이트우드 가
- 로버트 라이트우드
- 메이리스 라이트우드
- 알렉산더 라이트우드
- 이사벨 라이트우드
- 맥스웰 라이트우드

##### 블랙손 가
- 앤드루 블랙손
- 아서 블랙손
- 헬렌 블랙손
- 마크 블랙손
- 줄리안 블랙손
- 리비 블랙손
- 티베리우스 블랙손
- 드루실라 블랙손
- 옥타비어스 블랙손

##### 카스태어스 가
- 엠마 카스태어스

##### 웨이랜드 가
- 마이클 웨이랜드
- 조너선 웨이랜드

##### 헤런데일 가
- 윌리엄 헤런데일
- 마커스 헤런데일
- 이모젠 헤런데일
- 스티븐 헤런데일
- 제이스 헤런데일

#### 그 외
- 알린 펜할로우
- 카테리나
- 아마티스 그레이마크

### 침묵의 형제
- 에녹 형제
- 재커라이어 형제 (Jonathan Ho)

### 철의 자매
- 돌로레스 자매
- 클레오파 자매
- 마그달레나 자매

## 다운월드

### 밤의 아이들
- 라파엘 산티아고
- 카밀 벨코트
- 모린
- 릴리

### 달의 아이들
- 루크 개러웨이
- 마야 로버츠
- 조던 카일
- 뱃

- 프리터 스콧

- 루퍼스

### 릴리스의 아이들
- 매그너스 베인
- 카타리나 로스
- 테사 그레이
- 래그노어 펠

### 요정(lylic)의 아이들
- 실리코트의 여왕
- 멜리온
- 그윈
- 케일리 화이트윌로우

## 그 외

### 먼데인
- 도로시아
- 대니얼 로버츠
- 사이먼 루이스
- 레베카 루이스

### 천사
- 미카엘
- 라지엘
- 이수리엘

#### 천사의 검에 이름붙여진 천사
- 조피엘
- 누리엘
- 아즈라엘
- 라지엘
- 두마
- 나키르
- 암리엘
- 아라시엘
- 자호엘
- 카시엘

### 악마
- 릴리스
- 루시퍼
- 아스모데우스
- 아자젤
- 사마엘

#### 하급 악마(종족)
- 마르바스
- 다학
- 베티스
- 엘라피드
- 래브너
- 라움
- 드레박
- 비히모스
- 히드라